# Jayson Molumby
Jayson Patrick Molumby (Waterford, 6 agosto 1999) è un calciatore irlandese, centrocampista del West Bromwich e della nazionale irlandese.

## Caratteristiche tecniche
È un centrocampista centrale tenace e abile in entrambe le fasi di gioco.

## Carriera

### Club
Cresciuto nel settore giovanile del Brighton, il 23 luglio 2019 è stato ceduto in prestito annuale al Millwall, dove ha disputato una stagione da titolare collezionando 36 presenze e segnando una rete in Football League Championship.
Terminato il prestito fa ritorno al Brighton, con cui debutta in prima squadra il 4 ottobre 2020 in Carabao Cup nella sconfitta per 0-3 contro il Manchester United. Il debutto in Premier arriva il 21 novembre seguente nel successo per 1-2 contro l'Aston Villa.
Non trovando molto spazio a Brighton, il 5 gennaio 2021 viene ceduto in prestito al Preston North End.
Il 27 agosto 2021 viene ceduto in prestito al West Bromwich.

### Nazionale
Dopo avere rappresentato le selezioni giovanili irlandesi, nel 2020 è stato convocato dalla nazionale maggiore per disputare gli incontri di UEFA Nations League in programma il 3 ed il 6 settembre rispettivamente contro Bulgaria e Finlandia, facendo il proprio debutto proprio nel secondo dei due match.

## Statistiche

### Presenze e reti nei club
Statistiche aggiornate al 26 novembre 2024.
| Stagione             | Squadra              | Campionato           | Campionato | Campionato | Coppe nazionali | Coppe nazionali | Coppe nazionali | Coppe continentali | Coppe continentali | Coppe continentali | Altre coppe | Altre coppe | Altre coppe | Totale | Totale | Totale |
| Stagione             | Squadra              | Comp                 | Pres       | Reti       | Comp            | Pres            | Reti            | Comp               | Pres               | Reti               | Comp        | Pres        | Reti        | Pres   | Reti   |        |
| -------------------- | -------------------- | -------------------- | ---------- | ---------- | --------------- | --------------- | --------------- | ------------------ | ------------------ | ------------------ | ----------- | ----------- | ----------- | ------ | ------ | ------ |
| 2017-2018            | Brighton             | PL                   | 0          | 0          | FACup+CdL       | 0+2             | 0+0             | -                  | -                  | -                  |             | -           | -           | 2      | 0      |        |
| 2018-2019            | Brighton             | PL                   | 0          | 0          | FACup+CdL       | 0+0             | 0+0             | -                  | -                  | -                  |             | -           | -           | 0      | 0      |        |
| 2019-2020            | Millwall             | FLC                  | 36         | 1          | FACup+CdL       | 2+2             | 0+0             | -                  | -                  | -                  |             | -           | -           | 40     | 1      |        |
| 2020-gen. 2021       | Brighton             | PL                   | 1          | 0          | FACup+CdL       | 0+2             | 0+0             | -                  | -                  | -                  |             | -           | -           | 3      | 0      |        |
| Totale Brighton      | Totale Brighton      | Totale Brighton      | 1          | 0          |                 | 4               | 0               |                    | -                  | -                  |             | -           | -           | 5      | 0      |        |
| gen.-giu. 2021       | Preston N.E.         | FLC                  | 15         | 0          | FACup+CdL       | 1+0             | 0+0             | -                  | -                  | -                  |             | -           | -           | 16     | 0      |        |
| 2021-2022            | West Bromwich        | FLC                  | 31         | 1          | FACup+CdL       | 0+0             | 0+0             | -                  | -                  | -                  |             | -           | -           | 31     | 1      |        |
| 2022-2023            | West Bromwich        | FLC                  | 43         | 4          | FACup+CdL       | 3+1             | 0+0             | -                  | -                  | -                  |             | -           | -           | 47     | 4      |        |
| 2023-2024            | West Bromwich        | FLC                  | 24         | 0          | FACup+CdL       | 0+1             | 0+0             | -                  | -                  | -                  |             | -           | -           | 25     | 0      |        |
| 2024-2025            | West Bromwich        | FLC                  | 14         | 1          | FACup+CdL       | -               | -               | -                  | -                  | -                  |             | -           | -           | 14     | 1      |        |
| Totale West Bromwich | Totale West Bromwich | Totale West Bromwich | 112        | 6          |                 | 5               | 0               |                    | -                  | -                  |             | -           | -           | 117    | 6      |        |
| Totale carriera      | Totale carriera      | Totale carriera      | 164        | 7          |                 | 14              | 0               |                    | -                  | -                  |             | -           | -           | 178    | 7      |        |

### Cronologia presenze e reti in nazionale
| Cronologia completa delle presenze e delle reti in nazionale ― Irlanda | Cronologia completa delle presenze e delle reti in nazionale ― Irlanda | Cronologia completa delle presenze e delle reti in nazionale ― Irlanda | Cronologia completa delle presenze e delle reti in nazionale ― Irlanda | Cronologia completa delle presenze e delle reti in nazionale ― Irlanda | Cronologia completa delle presenze e delle reti in nazionale ― Irlanda | Cronologia completa delle presenze e delle reti in nazionale ― Irlanda | Cronologia completa delle presenze e delle reti in nazionale ― Irlanda |
| Data                                                                   | Città                                                                  | In casa                                                                | Risultato                                                              | Ospiti                                                                 | Competizione                                                           | Reti                                                                   | Note                                                                   |
| ---------------------------------------------------------------------- | ---------------------------------------------------------------------- | ---------------------------------------------------------------------- | ---------------------------------------------------------------------- | ---------------------------------------------------------------------- | ---------------------------------------------------------------------- | ---------------------------------------------------------------------- | ---------------------------------------------------------------------- |
| 6-9-2020                                                               | Dublino                                                                | Irlanda                                                                | 0 – 1                                                                  | Finlandia                                                              | UEFA Nations League 2020-2021 - 1º Turno                               | -                                                                      | 66’                                                                    |
| 11-10-2020                                                             | Dublino                                                                | Irlanda                                                                | 0 – 0                                                                  | Galles                                                                 | UEFA Nations League 2020-2021 - 1º Turno                               | -                                                                      | 90’                                                                    |
| 14-10-2020                                                             | Helsinki                                                               | Finlandia                                                              | 1 – 0                                                                  | Irlanda                                                                | UEFA Nations League 2020-2021 - 1º Turno                               | -                                                                      | 83’                                                                    |
| 12-11-2020                                                             | Londra                                                                 | Inghilterra                                                            | 3 – 0                                                                  | Irlanda                                                                | Amichevole                                                             | -                                                                      | 71’                                                                    |
| 15-11-2020                                                             | Cardiff                                                                | Galles                                                                 | 1 – 0                                                                  | Irlanda                                                                | UEFA Nations League 2020-2021 - 1º Turno                               | -                                                                      | 38’ 76’                                                                |
| 24-3-2021                                                              | Belgrado                                                               | Serbia                                                                 | 3 – 2                                                                  | Irlanda                                                                | Qual. Mondiali 2022                                                    | -                                                                      | 61’                                                                    |
| 27-3-2021                                                              | Dublino                                                                | Irlanda                                                                | 0 – 1                                                                  | Lussemburgo                                                            | Qual. Mondiali 2022                                                    | -                                                                      | 88’                                                                    |
| 30-3-2021                                                              | Debrecen                                                               | Qatar                                                                  | 1 – 1                                                                  | Irlanda                                                                | Amichevole                                                             | -                                                                      | 84’                                                                    |
| 8-6-2021                                                               | Budapest                                                               | Ungheria                                                               | 0 – 0                                                                  | Irlanda                                                                | Amichevole                                                             | -                                                                      | 56’                                                                    |
| 1-9-2021                                                               | Faro                                                                   | Portogallo                                                             | 2 – 1                                                                  | Irlanda                                                                | Qual. Mondiali 2022                                                    | -                                                                      | 90’                                                                    |
| 4-9-2021                                                               | Dublino                                                                | Irlanda                                                                | 1 – 1                                                                  | Azerbaigian                                                            | Qual. Mondiali 2022                                                    | -                                                                      | 56’ 63’                                                                |
| 7-9-2021                                                               | Dublino                                                                | Irlanda                                                                | 1 – 1                                                                  | Serbia                                                                 | Qual. Mondiali 2022                                                    | -                                                                      | 66’ 89’                                                                |
| 11-6-2022                                                              | Dublino                                                                | Irlanda                                                                | 3 – 0                                                                  | Scozia                                                                 | UEFA Nations League 2022-2023 - 1º Turno                               | -                                                                      | 84’                                                                    |
| 14-6-2022                                                              | Łódź                                                                   | Ucraina                                                                | 1 – 1                                                                  | Irlanda                                                                | UEFA Nations League 2022-2023 - 1º Turno                               | -                                                                      | 67’                                                                    |
| 24-9-2022                                                              | Glasgow                                                                | Scozia                                                                 | 2 – 1                                                                  | Irlanda                                                                | UEFA Nations League 2022-2023 - 1º Turno                               | -                                                                      | 77’                                                                    |
| 27-9-2022                                                              | Dublino                                                                | Irlanda                                                                | 3 – 2                                                                  | Armenia                                                                | UEFA Nations League 2022-2023 - 1º Turno                               | -                                                                      | 29’ 52’                                                                |
| 17-11-2022                                                             | Dublino                                                                | Irlanda                                                                | 1 – 2                                                                  | Norvegia                                                               | Amichevole                                                             | -                                                                      | 82’                                                                    |
| 22-3-2023                                                              | Dublino                                                                | Irlanda                                                                | 3 – 2                                                                  | Lettonia                                                               | Amichevole                                                             | -                                                                      |                                                                        |
| 27-3-2023                                                              | Dublino                                                                | Irlanda                                                                | 0 – 1                                                                  | Francia                                                                | Qual. Euro 2024                                                        | -                                                                      | 77’ 86’                                                                |
| 16-6-2023                                                              | Atene                                                                  | Grecia                                                                 | 2 – 1                                                                  | Irlanda                                                                | Qual. Euro 2024                                                        | -                                                                      | 81’                                                                    |
| 7-9-2023                                                               | Parigi                                                                 | Francia                                                                | 2 – 0                                                                  | Irlanda                                                                | Qual. Euro 2024                                                        | -                                                                      | 62’                                                                    |
| 16-10-2023                                                             | Faro                                                                   | Gibilterra                                                             | 0 – 4                                                                  | Irlanda                                                                | Qual. Euro 2024                                                        | -                                                                      | 74’                                                                    |
| 18-11-2023                                                             | Amsterdam                                                              | Paesi Bassi                                                            | 1 – 0                                                                  | Irlanda                                                                | Qual. Euro 2024                                                        | -                                                                      | 78’                                                                    |
| 21-11-2023                                                             | Dublino                                                                | Irlanda                                                                | 1 – 1                                                                  | Nuova Zelanda                                                          | Amichevole                                                             | -                                                                      |                                                                        |
| 7-9-2024                                                               | Dublino                                                                | Irlanda                                                                | 0 – 2                                                                  | Inghilterra                                                            | UEFA Nations League 2024-2025 - 1º turno                               | -                                                                      | 64’                                                                    |
| 10-9-2024                                                              | Dublino                                                                | Irlanda                                                                | 0 – 2                                                                  | Grecia                                                                 | UEFA Nations League 2024-2025 - 1º turno                               | -                                                                      | 63’                                                                    |
| 13-10-2024                                                             | Atene                                                                  | Grecia                                                                 | 2 – 0                                                                  | Irlanda                                                                | UEFA Nations League 2024-2025 - 1º turno                               | -                                                                      | 73’                                                                    |
| 14-11-2024                                                             | Dublino                                                                | Irlanda                                                                | 1 – 0                                                                  | Finlandia                                                              | UEFA Nations League 2024-2025 - 1º turno                               | -                                                                      | 76’                                                                    |
| 17-11-2024                                                             | Londra                                                                 | Inghilterra                                                            | 5 – 0                                                                  | Irlanda                                                                | UEFA Nations League 2024-2025 - 1º turno                               | -                                                                      | 45+3’                                                                  |
| Totale                                                                 |                                                                        | Presenze                                                               | 29                                                                     |                                                                        | Reti                                                                   | 0                                                                      |                                                                        |